# Maximilien Münch
Pour les articles homonymes, voir Münch.
Maximilien Antoine Joseph Münch (né à Auray le 23 mai 1885 et mort pour la France le 23 septembre 1916) est un aviateur français, as de la Première Guerre mondiale.
Au moment de sa mort, Maximilien Münch est le chef de l'escadrille C 61.

## Famille
Maximilien Münch est issu d'une famille alsacienne.
Son grand-père, Antoine Münch est né à Schwartbach.
Il est le fils de Joseph Münch (1851-1911) et de Valentine Chéru (1857-1950). Joseph Münch est adjudant au 116e régiment d’infanterie basé à Vannes, puis
receveur buraliste à Étel.
Il a une sœur et un frère cadets : Jeanne (1889-1972) et Joseph (1889-1971).

## Carrière militaire[4]
Maximilien Münch s'engage pour 3 ans, à Lorient. Il intègre l'ESM de Saint Cyr, le 26 octobre 1904 avec la promotion du centenaire d’Austerlitz (1904-1906).
À sa sortie de Saint Cyr, il rejoint le 66e régiment d'Infanterie basé à Tours. Il est alors sous-lieutenant (1er octobre 1906).
Il obtient le brevet de pilote civil le 22 octobre 1912 (No 1086) puis le brevet de pilote militaire le 9 janvier 1913 (No 216).
En août 1914, il se trouve à l’escadrille BL3 qu'il quitte en avril 1915 pour commander la division d’instruction Caudron du Plessis-Belleville. C'est cette escadrille que rejoindra au mois de juin 1915 le tout jeune caporal Georges Guynemer.
Maximilien Münch est le premier commandant de l’École de pilotage de Tours.
À sa demande, il part aux armées et prend le commandement de l’escadrille C 61 le 16 septembre 1916.
Il meurt en combat aérien le 23 septembre 1916, abattu à 11 heures 10 près de Balschwiller (Haut Rhin) sur un Caudron G-4, en compagnie du sous-lieutenant Charles Marie Goursaud de Merlis (1894-1914), lieutenant observateur.

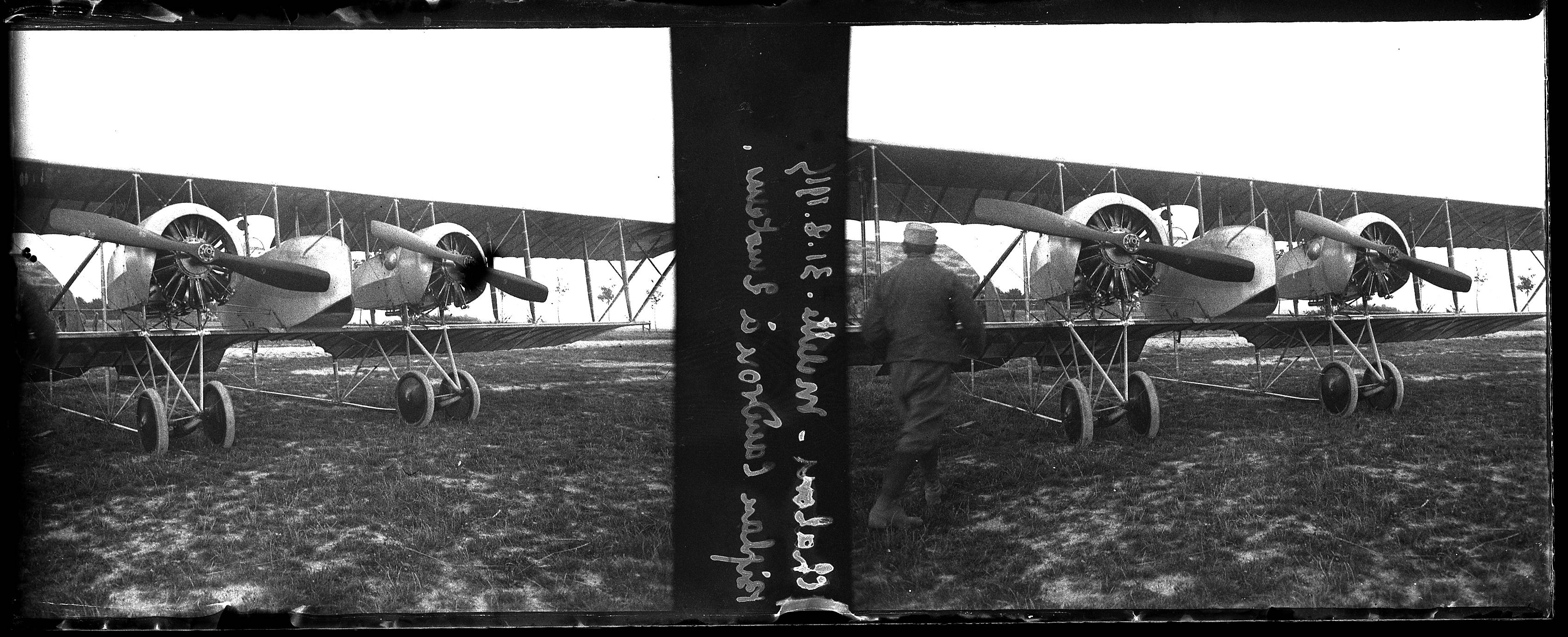
Chalons-Melette, le 31-08-1915. Biplan Caudron à deux moteurs - Fonds Berthelé.

Ses obsèques, et celles de son infortuné camarade, sont célébrées à Fontaine, le 26 septembre 1916, en présence du général Albert Baratier (1864-1917), 

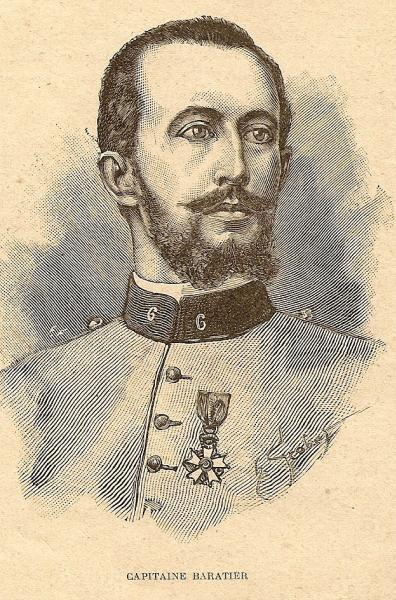
Baratier jeune.

En 1922, sa dépouille sera transférée au cimetière communal d'Etel, où sa tombe a été rénovée par le Souvenir Français - Quiberon/ria d'Etel.

## Citations[13]
"Très brillant officier, pilote très hardi et des plus expérimentés. Ancien chef pilote des écoles d'aviation de Pau et d'Avord. A effectué, depuis le début de la campagne, plus de 60 heures de vol au-dessus des lignes ennemies, sous un feu parfois extrêmement violent d'artillerie et d'infanterie. Le 5 novembre notamment, presque dès le début d'une reconnaissance, l'avion qu'il montait fut touché par des fragments d'un obus ayant éclaté sous la queue de l'appareil. Le stabilisateur fut gravement endommagé et une partie fut emportée par un éclat. Malgré le danger à poursuivre son vol avec d'aussi graves avaries, a continué sa reconnaissance et n'est revenu atterrir qu'après avoir achevé sa mission, donnant ainsi une preuve de ses brillantes qualités de pilote en même temps qu'un magnifique exemple de sang-froid, de courage et d'audacieuse résolution."

## Hommages
- Une place capitaine Münch a été baptisée dans l'enceinte de l'école d'aviation militaire de Tours/Parçay-Meslay, (20 octobre 1914) ;
- Son nom figure sur le monument aux Morts de la commune d'Etel, sur le Livre d'Or du Lycée de Rennes et une plaque commémorative Lycée Émile Zola, sur le Livre d'Or du ministère des pensions, et sur une plaque commémorative dans l'église d'Etel.

## Décoration
- Légion d'honneur[14]
- Croix de Guerre 14-18 avec 5 citations et 3 palmes